# Mass Effect
A Mass Effect egy akció-szerepjáték melyet a BioWare fejlesztett Xbox 360-ra és Microsoft Windowsra . Az Xbox 360 változat 2007. november 20-án jelent meg, PC-re az Electronic Arts kiadásában 2008. május 28-án és 2008. június 6-án Európában. PlayStation 3-ra a Mass Effect Trilogy kiadásával jelent meg legelőször, 2012-ben.
A játék egy sci-fi világban játszódik, a 2183-as évben. A játékos a Shepard nevű elit katona szerepét alakítja, aki a hajójával az SSV Normandiával indul felfedezni a galaxist. Maga a Mass Effect csak az első része egy trilógiának, melyhez letölthető tartalmak (az úgynevezett DLC-k) is elérhetőek lettek, ezek megléte azonban nem szükséges a fő cselekményszál ismeretéhez. Az első DLC a "Bring Down The Sky" volt 2008-ban, melyet a következő évben a "Pinnacle Station" követett. A folytatás, a Mass Effect 2 2010-ben jelent meg, és azok, akik megőrizték az ebben a játékban használt mentésüket, az új epizódban felhasználhatták karaktergeneráláshoz, valamint az első részben hozott döntések befolyással lesznek a második rész cselekményére. A 2012-ben megjelent Mass Effect 3 is képes a mentések áthozatalára, így egy részeken keresztül átívelő, saját magunk által kreált epikus történet alakítható ki.
2021-ben a három epizód egyben jelent meg a "Mass Effect Legendary Edition" keretén belül, amelyben több ponton is átdolgozták.

## Háttér

### Történelem
A játék történetében az emberiség a Marson egy 50 ezer éve kihalt nép (a protheánok) létesítményeinek romjait, és egy jeladónak nevezett szerkezetüket fedezte fel, melynek következtében rövid idő alatt óriási technológiai fejlődés következett be a Földön. Lehetővé vált a fénysebességnél gyorsabb űrutazás és hamarosan felfedezték, hogy a Tejutat számos idegen faj népesíti be. A galaxis központja a Fellegvár, ahol a Tanács nevű kormányzat található. Az embereket mindenesetre nem kedvelik túlságosan: a tanácsban magukat képviseltető turián, aszári, és szalári képviselők nem kívánják az emberiséget bevenni maguk közé. Sőt, még arra sem hajlandóak, hogy a galaxis elit ügynökeinek számító Fantomok közé bekerüljön egy ember. A helyzet azonban egy rutin-küldetésnek induló bevetés során megváltozik, és hamarosan már az emberek lesznek azok, akik a legtöbbet teszik a galaxis népeiért egy olyan küldetésben, ahol a világ összes értelmes lénye veszélyben forog.

### Fajok
A Mass Effect elképzelt galaxisát számos idegen faj lakja. Ezek közül három rendelkezik nagyobb politikai hatalommal: az aszárik, a szalárik és a turiánok, ők adják a Fellegvár tanácsának szavazati joggal rendelkező tagjait. Az aszárik kék bőrű, kizárólag nőnemű, hosszú életű és rendkívül bölcs teremtmények. A szalárik kétéltűekre hasonlítanak és gyors anyagcseréjük miatt viszonylag rövid életűek. A turiánok pedig hüllőszerűek, és valóságos technikai zsenik, de a harc sem áll tőlük túl messze. Rajtuk kívül számos faj létezik, mely kívül maradt a Tanácson. Az embereken kívül ilyenek a masszív hüllőszerű, harcias kroganok; a lassú és nehézkes elkorok; a medúzára emlékeztető hannárok; és a védőöltözéket viselni kénytelen két faj: a voluk és a kvariánok. Rajtuk kívül néhány más fajjal is megismerkedhetünk a játék során, a legjelentősebb szerepe mindazonáltal a mesterséges intelligencia vezérelte robot-népnek, a getheknek lesz.

### Regények
Amikor a BioWare elkezdte a Mass Effect világának megalkotását, egy kidolgozott univerzum megteremtése volt a cél, szokásokkal, múlttal és jelentős személyekkel. Felismerés alcímmel bő fél évvel a megjelenés előtt a boltok polcaira került egy bevezető regény a Mass Effecthez, melynek szerzője Drew Karpyshyn – a játék vezető írója és, a világ kitalálóinak egyike. A sztori 2157-ben, 36 évvel a játék indulása előtt kezdődik, és Jon Grissom admirálist ismerhetjük meg benne, a térugrást lehetővé tevő térközrelé rendszert felderítő csapat legendássá vált hősét. Grissom megismerkedik egy David Anderson nevű, fantasztikus képességű fiatal tiszttel, az N7 kommandó legjobbjával. Igaz, az ismerkedésnek hamar vége szakad, hiszen a Shanxi kolónia elleni turián támadással kitör az első galaktikus háborúnk. A könyv túlnyomó része közel egy évtizeddel ez után játszódik, mikor Anderson már a saját hajóján kapitányként szolgáló katona. Mikor az űr egy elhagyatott részén segélyhívást fog, kiderül, hogy egy titkos emberi kutatóbázist dúltak fel űrkalózok a Sidon bolygón. Andersonnak sikerül túlélnie az incidenst, de mikor kiderül, hogy épp a támadás előtt tűnt el az egyik alkalmazott, egy bizonyos Kahlee Sanders, a hölgy gyanússá válik. A nyomozás végül sikerrel zárul, de kiderül, hogy Kahlee nem volt áruló – sőt, a támadást kitervelők épp őt próbálják megölni. A Fellegvárban dolgozó nagykövetasszonyunk végül ráveszi a Tanács döntéshozóit, hogy segítsék az emberiség munkáját – sőt, olyan sikeres a tárgyalásokban, hogy a Kahlee kiszabadítására irányuló akció végül teszt lesz. Teszt, ami eldönti, hogy Anderson méltó-e bekerülni a Fantomok (angolul Spectre-k) közé. Anderson segítője és a vizsga elbírálója egy Saren nevű turián ügynök lesz, talán a legbrutálisabb az összes Fantom közül. Saren brutalitása egy hatalmas gyárkomplexumot dönt rommá, ezt sikerül neki Andersonra kennie, és eztán eltűnik az űr valamelyik sötét sarkában. Ez a történet adta meg a játékhoz az alaphangot és egyfajta előzménytörténetként funkcionál.

## Történet
|  | Alább a cselekmény részletei következnek! |

Földi időszámítás szerint 2183-ban járunk. Alig harmincöt éve, hogy az emberiség felfedezte a tömegrelék technológiáját a Marson, melyet az ötvenezer éve kihalt protheánok hagytak hátra, s ezzel csatlakozott a Galaktikus Tanácshoz, mely egy Fellegvár nevű, feltehetően protheánok építette űrállomáson székel. Az emberiség megalapította saját Szövetségét, mely egy külön test a Tanács felségterületén belül. Sok fajnak nem tetszik az emberiség erőszakos terjeszkedése, mások viszont megértően viszonyulnak hozzájuk. A Tanácsot három faj: az aszárik, a turiánok, és a szalárik képviselői vezetik.
A játék egy emberi-turián együttműködésből származó kísérleti űrhajón, az SSV Normandián indul. Anderson kapitány és másodtisztje, Shepard parancsnok épp egy szigorúan titkos küldetésen vannak az Éden Egyesnek nevezett emberi kolónia felé, ahol állítólag találtak egy protheán technológiával készült jeladót. A Tanács, hogy biztosítsa az akciót, saját elit ügynökeinek egyikét, Nihlust küldte a csapattal. A felszínen leszálló kis csapat (Shepard, Kaidan Alenko, majd a hősi halált halt Jenkins helyére bekerülő Ashley Williams) hamar észreveszi, hogy a geth nevű mesterséges intelligencia vezérelte létforma intézett támadást, akiket ráadásul egy másik Fantom, Saren vezet, aki megölte Nihlust. Látnak továbbá egy hatalmas űrhajót is, aminek mibenlétét nem tudják hová tenni. Miután eljutnak a jeladóhoz, az egy képet vetít közvetlenül Shepard agyába, aki képtelen azt értelmezni. Csak annyit ért belőle, hogy élőlényeket mészárolnak le valamiféle gépek.
A Normandia ezután a Fellegvárba siet, hogy Udina nagykövetnek beszámoljon. Sajnos maga a Tanács nem hiszi, hogy Saren áruló lenne, ezért Shepardnek bizonyítékkal rendelkező illetőt kell találnia. Miután újdonsült csapattársai, a turián Garrus Vakarian és a krogan zsoldos Urdnot Wrex útbaigazítják, a kvarián Tali'Zorah nar Rayya lesz az, aki kézzelfogható bizonyítékkal tud szolgálni. A Tanács elismeri bizonyítékként a Saren és a titokzatos aszári, Benezia mátriárka közti beszélgetést, melyben egyebek között utalás szerepel egy bizonyos Vezetőre, amit meg kell találni. Sarent elbocsátják a Fantomok közül, és helyére Shepard-öt választják. Az első emberi Fantom feladata az, hogy állítsa meg Sarent, bármi áron, és ebben segítségére lesz a Normandia teljes legénysége, élén saját magával, a pilóta Jokerrel, és Pressly másodtiszttel. Újonnan csatlakozott harcostársai is vele tartanak.
A megadott koordináták alapján több bolygón is elkezdődik a kutatás Saren után. A Thérumon megtalálják Liara T'sonit, Benezia mátriárka lányát, a protheán technológia szakavatott ismerőjét, aki a csapat tagja lesz. A Féroszon egy egész kolóniát mentenek meg a gethek inváziójától és egy Thorián nevű, ősrégi lénytől, aki spóráin keresztül befolyásolja a föld felett élőket. Ugyanitt rájönnek arra is, hogy Saren zászlóshajója, a Fejedelem, valószínűleg képes egy titkos technológiával arra, hogy befolyásolja az emberek tudatát. A Novéria bolygó fagyos világában aztán magát Benezia mátriárkát is legyőzik, aki még halála előtt elmondja, hogy mind őt, mind Sarent, valójában a Fejedelem tartja uralma alatt, az elméjükön keresztül.
Miután ez megvan, hírt kapnak arról, hogy egy kis szalári csapat a Vermár bolygón látta Sarent. Odautaznak, és a bázisán döbbenten látják, hogy kroganokat tenyésztenek saját hadseregükhöz. Mivel a kroganok természetes szaporodását egy vírus gyakorlatilag a nullával tette egyenlővé, a krogan Wrex ellenáll, amikor a bázis elpusztításáról van szó. A játékos döntése, hogy megöli-e Wrexet, vagy észérvekkel meggyőzi a robbantás szükségességéről (a második és harmadik részre kihatással lehet a döntés). Behatolnak a szalárik segítségével a bázisra, ahol egy újabb protián jeladó égeti bele a képét Shepard fejébe.
Nem sokkal ezután a kivetítőkön keresztül magával a Fejedelemmel szembesülnek. A Fejedelem elmondja, hogy ő valójában nem űrhajó, hanem egy értelmes lény, akit a protheánok és a gethek is csak Pusztítónak neveznek (az újabb fordításokban Kaszás). Fény derül arra, hogy a protheánnak hitt technológiát valójában a Pusztítók fejlesztették ki már sokkal őelőttük, s a protheánoknak azért kellett kihalniuk, mert a Pusztítók egy rendszeresen bekövetkező időpontban módszeresen kiirtják a galaxis értelmes fajait, a köztes időben viszont a mélyűrben várakoznak.
A beszélgetés után Shepard a levegőbe repíti a helyet, ahol választania kell, hogy Kaidan Alenkót vagy Ashley Williams-et küldi be egy nyilvánvalóan életveszélyes helyzetbe (egyikőjüknek mindenképp meg kell halnia, és ez befolyással van a második és harmadik részre is). A bolygóról való távozás után Liara segítségével összerakja az emlékképeit, s ezek alapján megállapítják, hogy a távoli Terminus rendszerben lévő Ílosz bolygón lehet a keresett Vezető. A Tanács azonban már nem megy bele az üldözésbe, mesebeszédnek tartják ugyanis a Pusztítók létezését. Anderson kapitány segítségével visszafoglalják a lefoglalt Normandiát, és illegálisan erednek Saren nyomába. A bolygó felszíne alatt, az ősi protheán romok közt, egy mesterséges intelligenciára bukkannak. Ez mondja el nekik, hogy a keresett Vezető nem más, mint egy, közvetlenül a Fellegvárba nyíló térközrelé, innen a bolygóról. A protheánok azért hozták létre, mert a Fellegvár önmaga egy tömegrelé, amely a megfelelő hívókód hatására megnyílik, és hacsak ezen az úton keresztül nem állítják meg a folyamatot, a Pusztítók beözönlenek, és megsemmisítik az összes értelmes létformát. Sarrennek azért kellett a Vezető, hogy azon keresztül bejutva geth támadást indítson, és manuálisan nyissa meg a kaput.
Shepard és csapata belép a Vezetőbe, minek hatására a Fejedelem és a geth hadsereg által ostromolt Fellegvárban kötnek ki. A Fejedelem az építmény közepében megkezdte az aktiválást, Saren pedig fedezi őt. Hosszú harcok után Shepard eljut Sarenhez, akit vagy ő öl meg, vagy pedig öngyilkos lesz helyzetének felismerése után. Az eset után megérkeznek az emberi Szövetség hajói is, és Shepard ekkor ismét válaszút elé kerül (mely befolyásolja a játék végkimenetelét és a második részt is): a hajók megmentsék-e a Tanácsot, vagy koncentráljanak egyenesen a Fejedelemre. Akárhogy is, a beépített implantátumokkal a Fejedelem gondolatai útján életre kelti Sarent, akit ismételten le kell győznie Shepardnek. Amint ez megvan, a Normandia beviszi a győztes találatot, a Fejedelem pedig megsemmisül.
A játék vége a menet közben gyűjtött példakép/renegát válaszoktól, valamint a fontos döntésektől is függ. Ha Shepard a Tanács megmentését tartotta elsődlegesnek, a végkifejletben a hálás tanács mond köszönetet az emberiségnek áldozataiért. Ha a Tanácsot hagyta ottveszni, az emberek lesznek azok, akik létrehozzák az új Tanácsot. Ettől függően Shepard-nek választania kell Udina nagykövet vagy Anderson kapitány között is, hogy ki legyen a frissen beválasztott emberi tanácstag, vagy a másik esetben a galaxis elnöke. Akárhogy is döntünk, a Tanács végül arra a következtetésre jut, hogy ez a csata csak a háború kezdete volt, és bár nem ismerik el a Pusztítók létezését, de felkészülnek a következőkre.
|  | Itt a vége a cselekmény részletezésének! |

## Karakterek
- Shepard parancsnok: a játék főhőse, aki a játék kezdetekor épp egy szigorúan titkos küldetésen van az Éden Egyesnek nevezett emberi kolónia felé, ahol állítólag találtak egy protheán technológiával készült jeladót. Miután eljutnak a jeladóhoz, az egy képet vetít közvetlenül Shepard agyába, aki képtelen azt értelmezni. Csak annyit ért belőle, hogy élőlényeket mészárolnak le valamiféle gépek. A Normandia ezután a Fellegvárba siet, hogy az emberi Udina nagykövetnek beszámoljon. Sajnos maga a Tanács nem hiszi, hogy Saren áruló lenne, ezért Shepardnek bizonyítékkal rendelkező illetőt kell találnia, majd a nyomába erednie. Shepard hangját Mark Meer kölcsönözte, a női Shepard pedig Jennifer Hale hangján szólal meg.
- Ashley Williams: ember katona, Shepard csapatának tagja, aki a hősi halált halt Jenkins helyére került be. 2158. április 14-én született, és családjában nagy hagyománya van a katonáskodásnak. A Vermáron Shepardnek választania kell, hogy Kaidan Alenkót vagy Ashley Williams-et küldi be egy nyilvánvalóan életveszélyes helyzetbe (egyikőjüknek mindenképp meg kell halnia, és ez befolyással lehet a második és harmadik részre is). William hangját Kimberly Brooks kölcsönözte.
- Kaidan Alenko: egy fiatal szövetségi katona, és Shepard bajtársa a kezdetektől. Korábban részt vett kísérletekben, melynek köszönhetően 2-es szintű biotikus implantátumokkal rendelkezik. Ezek azonban meglehetősen sok gondot okoztak neki fiatalabb korában instabilitásuk miatt, többek között megölt egy turián kiképzőt is segítségükkel dühében. Alenko a Vermáron odaveszhet, ha Shepard őt választja ki egy életveszélyes feladatra, de ha megmenekül, a későbbi játékokban is felbukkan. Alanko hangja Raphael Sbarge, külsejét pedig Luciano Costa színész/modellről mintázták.
- Garrus Vakarian: turián harcos, Shepard csapatának tagja, aki szintén saren nyomában jár.  A Fellegvár biztonságáért felelt, de elégedetlen volt ezzel a szerepével, így örömmel vágott neki a világűrnek. Azért csatlakozott Shepard csapatához, hogy segítsen neki megölni Sarent, és elpusztítani a geth flottát. Garrus hangját Brandon Keener kölcsönözte.
- Tali'Zorah nar Rayya: kvarián tudós, Shepard csapatának tagja, Real'Zorah admirális lánya. Bár fiatal, Tali egy mechanikus zseni. Népének hagyományai szerint zarándoklaton járja a világot, hogy hasznos ismeretekre tegyen szert. Tali 2161-ben született a Rayya fedélzetén, innen ered neve is. Már a gethek megjelenése óta utazik a Perseus Fátyolon túl, és kíváncsi a többi száműzött kvári sorsára. Tali hangját Liz Sroka kölcsönözte.
- Urdnot Wrex: egy megtermett krogan fejvadász és harcmester, aki fiatal korától kezdve vezeti klánját, rendkívüli ereje és biotikus képességei miatt. Élete célja megvédeni népét, és hogy megtalálja a születésszabályozó reprogátló vírus ellenszerét. Mivel a pusztító polgárháborút nem szerette, zsoldosnak és testőrnek állt. Saren is felbérelte egy ügylethez, de gyanakodni kezdett és kiszállt. Helyette Shepardnek segít felgöngyölíteni az ügyet. Mérete és ereje ellenére egy érzékeny és értékes társ, aki zárkózottsága ellenére lassan a bizalmába fogadja csapattársait. Wrex a Vermáron meg is halhat, amennyiben erőszakos módon intézi el a játékos a fajának klónozásával kapcsolatos ügyet. Amennyiben túléli, úgy a későbbiekben is fel fog bukkanni. Wrex hangja Steven Barr.
- Liara T'Soni: aszári tudósnő, aki 106 évének ellenére népének ifjú tagjai közé tartozik. A protheán kultúra megszállottja, régi romjaikat és rejtélyes kipusztulásuk okait kutatja. A játék egyik negatív karakterének, Benezia mátriárkának a lánya. Liara képzett biotikus, de a fegyverekkel nem bánik túl jól. Hangja Ali Hillis, külsejét pedig Jillian Murray színésznőről mintázták.
- David Anderson kapitány: az emberiség első Fantom-jelöltje volt, de végül rajta kívül álló okokból elbukott. Miután megkezdődik a nyomozás Saren után, önként átadja mentoráltjának, Shepardnek hajóját, az SSV Normandiát. Ezután a Fellegvárban tartózkodik, és a háttérben maradva segíti a Szövetséget. Szinkronhangja Keith David.
- Jeff "Joker" Moreau: a Normandia pilótája. Üvegcsont-szindrómában szenved, ami a XXII. században ha nem is gyógyítható, de túlélhető lett, azonban a járás nehezére esik. Képességeit a pilótafülkében mutatja meg igazán. Fanyar, csípős humora, és vagánysága miatt hamar megkedvelik egymást Sheparddel. Joker hangja Seth Green.

## Játékmenet

### Harc

Mass Effect, az új PC-s kezelőfelülettel

A Bioware eddigi játékaitól eltérően a Mass Effect harcrendszere „harmadik személyű lövöldöző” (TPS), nincs körökre osztás, csak a csapat irányítása alatt áll le a játék. A korábban megjelent Xbox-változathoz képest a harc közben megjelenő csapat-képernyő jelentős átdolgozáson esett át, köszönhetően a PC eltérő jellemvonásainak. Ezen a kijelzőn keresztül adhatjuk meg saját magunk, illetve választott csapattagjaink részére, hogy mit cselekedjünk: képzettségek használata, fegyvercsere, fedezékbe bújás stb. Ezen túlmenően két képernyő fontos még. Az egyik a karakterek fejlesztésének menüpontja, ahol minden szintlépés után lehetőségünk van egyes tulajdonságaink képzettségi szintjét megemelni. A második a felszerelés-képernyő, ahol a menet közben szerzett jobb tárgyakra cserélhetjük le a régieket, illetve alakíthatjuk át őket a multifunkcionális omnigéllé.

### Kasztok
A karakterek három alapvető irányban lehetnek jártasak: fegyverhasználat, biotika (az erőterek manipulálása) és technikai ismeretek. A hat kaszt ezeknek a tiszta változatai (katona, adeptus, mérnök) és a kombinálása, amikor két irányban is közepesen jártas (harci adeptus (katona/adeptus), beszivárgó (katona/mérnök), őrszem (adeptus/mérnök)).

### Jellemjáték
A Bioware szerepjátékaiban a jellemjáték mindig is fontos volt, ez nincs másképp a Mass Effectben sem, az itt bejárható két útvonal a Példakép (angolul Paragon) és a Renegát ösvénye. A korábbi játékoktól eltérően itt külön-külön méri a játék a két magatartást, tehát az egyik felé elbillenés nem okozza a másik mérő csökkenését (bár természetesen mindkettőt nem lehet maximumra vinni egyszerre).
Ezeket a játékos döntései, tettei és a beszélgetéseknél választott reakciói befolyásolják. A cél mindig ugyanaz, a küldetés teljesítése, a választott módszerek különböznek. A Példakép az idealista utat követi, próbálja megkímélni az életeket, tiszteli a szabályokat és a törvényeket. A Renegát ezzel szemben bármi áron teljesíteni akarja feladatát – akkor is, ha ennek komoly ára van, vagy ha ez összetűzésekhez vezet, lázadozik a parancsok ellen, keresi a kibúvót alóluk, és ha nem is talál, fennhéjázó megjegyzéseivel jelzi, hogy nem elégedett a helyzettel.
A jellemjáték a beleélés mellett kihat a játékmenetre is. Mind a Példakép-, mind a Renegát-pontokat kijelző mércén négy pont található. Amint elérünk ezek közül egyet, újabb és újabb társalgási opciók, mellékküldetések, beszélgetési témák nyílnak meg és fejlődünk. A Példaképek előtt az elbájolás képessége nyílik meg, a Renegátok pedig a megfélemlítéshez értenek. Ezek bevetésekor az eredmény általában ugyanaz – valakit meggyőzünk valami olyanról, amit az nagyon nem akar –, de az oda vezető út homlokegyenest eltérő.
| Pontok aránya | Bónuszok a Példakép útján                                                                                        | Bónuszok a Renegát útján |
| ------------- | --- | --- |
| 5%            | +1 szint elbájolás képesség, +2 szint maximális elbájolás képesség                                               | +1 szint megfélemlítés képesség, +2 szint maximális megfélemlítés képesség                                                                  |
| 25%           | +1 szint elbájolás képesség, +2 szint maximális elbájolás képesség, 10%-kal gyorsul a gyógyítás újratöltődése    | +1 szint megfélemlítés képesség, +2 szint maximális megfélemlítés képesség, 10%-kal gyorsul a fegyverek lehűlése                            |
| 50%           | +10% életerő | +1 HP/másodperc regeneráció |
| 75%           | +1 szint elbájolás képesség, +2 szint maximális elbájolás képesség, minden képesség újratöltődése 5%-kal gyorsul | +1 szint megfélemlítés képesség, +2 szint maximális megfélemlítés képesség, 5%-kal nő minden fegyver és képesség sebzése és/vagy időtartama |

### Galaktikus térkép
A játék egyik újítása a játékos számára nagy szabadságot adó galaktikus térkép, ahol a játékos szabadon kiválaszthatja a Normandia csillaghajó úticélját. A tucatnyi csillagfelhőben előfordul, hogy négy rendszert is találunk, amelyeken belül számos bolygó közül választhatunk. Ezek egy része meglátogathatatlan, túl fagyos vagy túl forró, vagy gázbolygó. Más, be nem népesített bolygón leszállhatunk és a M35 Mako szállító járművel felfedezhetjük, néhol kalózrejtekhelyeket, protián adatlemezeket vagy az emberiség számára hasznos nyersanyag-lelőhelyeket találunk.

## Kiegészítők
Két küldetéscsomag jelent meg a játékhoz. A "Bring Down The Sky", melyet a magyar DVD-kiadás is tartalmazott "Hulljon az ég" néven, 2008. május 28-án vált elérhetővé. Windows alatt ingyenesen, Xboxra fizetősen érkezett, majd a 2012-ben érkező PlayStation 3-verzióban már alapból benne volt. A küldetés során a játékos egy aszteroidán landol a Mékóval és meg kell akadályoznia, hogy az terroristák ármánykodásainak köszönhetően becsapódjon egy bolygóba. Ebben a kiegészítőben mutatkoztak be a batáriaiak, az embereket terjeszkedésük miatt kevéssé szívelő nép.
A második csomag, a "Pinnacle Station" 2009. augusztus 25-én érkezett. Ezt már a Demiurge Studios készítette, Windows alatt ugyanúgy ingyenes, Xbox alatt pedig fizetős volt, mint az első kiegészítő. A játékos egy kiképzőközpontban nyolc, virtuális valóságban létező pályát kell hogy teljesítsen, különféle játékmódokban; ezt követően pedig újabb, már nehezebb pályák nyílnak meg. A kiegészítővel már a kezdetektől több kompatibilitási probléma volt, és mivel a forráskódja is elveszett, ezért nem képezte a részét a Legendary Edition-nek sem, csak utóbb, rajongók által elvégzett portolással.

## Fogadtatás
| Összegzőoldal | Értékelés    |
| ------------- | ------------ |
| GameRankings  | 91%[forrás?] |
| Metacritic    | 91/100       |

| Szerző        | Értékelés        |
| ------------- | ---------------- |
| 1Up.com       | 9/10[forrás?]    |
| Edge          | 7/10[forrás?]    |
| EGM           | 27,5/30[forrás?] |
| Eurogamer     | 8/10[forrás?]    |
| Game Informer | 9,75/10[forrás?] |
| GamePro       | 4,75/5[forrás?]  |
| GameSpot      | 9,0/10[forrás?]  |
| GameSpy       | 5/5[forrás?]     |
| GameTrailers  | 9,6/10[forrás?]  |
| IGN           | 9,4/10[forrás?]  |
| OXM (US)      | 10/10[forrás?]   |
| X-Play        | 5/5[forrás?]     |

A Mass Effect rendre pozitív értékeléseket kapott, a konzol és a PC verzióra egyaránt. A Metacriticen összegzésén 100-ból a 91-es átlagot érte el, 74 teszt alapján – „általánosan elismert” (universal acclaim) jelzőt kapva. A magyar szaklapok hasonlóan értékelték a PC verziót: Gamestar 94%-ra, a PC Guru 90%-ra osztályozta, míg a Pc Dome 95%-at adott neki. Az 576 Konzol a játék konzolos verzióit a 2007-es év legjobb szerepjátékává választotta.
Néhány kritika is érte a játékot megjelenése után. Az egyik ilyen a szexuális jelenetek felbukkanása volt. A másik a nemzetközi változat SecuROM védelemmel való ellátása (a magyar változatban már nem volt benne). Ez ugyanis nemcsak online aktiválást követelt meg, hanem minden tíz napban megpróbált bejelentkezni, és ha nem sikerült, a játék nem indult el többé. Ötszöri aktiválás volt lehetséges, ezután az Electronic Arts ügyfélszolgálata manuálisan segített. Később megjelent egy De-Authorization Tool, amely már nem tette szükségessé a rendszeres aktiválást. A játék Steam-verziója nem rendelkezik ilyen védelemmel, az ugyanis már eleve egy felhasználói fiókhoz van kötve.
Az Origin-rendszer elindulásával a Mass Effect itt is megvásárolhatóvá vált. Azonban mivel ez csak a 2009-től kezdve megjelent játékokat támogatja, a már megvásárolt példányok sorozatkódjának megadása egyes esetekben nem volt lehetséges. Külön vonatkozik ez a Magyarországon a CD Projekt által kiadott magyar változatra, mivel a digitális terjesztésű változatok már kizárólag angol nyelvűek, és a magyarítás sem az Electronic Arts által kiadott hivatalos változat volt. Azok, akik ehhez kiadott CD-kulccsal rendelkeznek, az Electronic Arts ügyfélszolgálatával való kapcsolatfelvétel útján, manuálisan tudták az Origin-fiókjukhoz társítani azt – azonban sajnos csak angol nyelven.